# Pepstatina

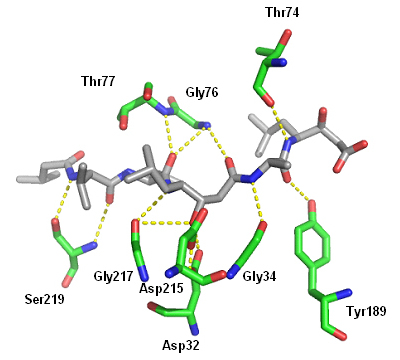
Estrutura da pepstatina no centro catalítico da pepsina.

Pepstatina é um potente inibidor da proteases aspárticas. É um hexa-peptídeo contendo o aminoácidos incomum estatina (Sta, ácido (3S,4S)-4-amino-3-hidroxi-6-methylheptanoico), tendo a sequência Isovaleril-Val-Val-Sta-Ala-Sta (Iva-Val-Val-Sta-Ala-Sta). Originalmente isolado de culturas de várias espécies de Actinomyces, devido à sua capacidade de inibir a pepsina em concentrações de picomolar. A pepstatina A é bem conhecida por ser um inibidor de proteinases aspárticas, como a pepsina, catepsinas D e E, ou cardosinas. Além do seu papel como um inibidor de proteases, a acção farmacológica deste composto sobre células permanece obscura. Pepstatina A suprime a diferenciação de osteoclastos mediada pela activação do receptor de NF-kB (no inglês "RANKL" para "Receptor Activated NF-kB Ligand"). A pepstatina A suprime a formação de osteoclastos multinucleares, num fenómeno que é dependente da dose. Este efeito inibitório afecta apenas osteoclastos, não tendo sido descrito qualquer efeito sobre células semelhantes a osteoclastos. A pepstatina A suprime também a diferenciação de pré-osteoclastos em osteoclastos mononucleares de forma dose-dependente. Esta inibição parece ser independente da actividade proteolítica da catepsina D, ou outras proteases, visto a formação de osteoclastos não sofrer inibição aquando exposição a concentrações capazes de inibir a actividade da catepsina D. Análise de sinalização celular parece indicar que fosforilação da ERK é inibida em células tratadas com pepstatina A, enquanto que a fosforilação de IkB e Akt não mostram sinais de alteração. Além disso, o tratamento com pepstatina A parece resultar numa diinuição da expressão do factor nuclear de células T activadas c1 (em inglês "NFATc1" de "Nuclear Factor of Activated T Cells c1"). Estes resultados parecem sugerir que a pepstatina A suprime a diferenciação de osteoclastos através do bloqueio das vias de sinalização da ERK e inibição da expressão de NFATc1.
A pepstatina é praticamente insolúvel em água, clorofórmio, éter ou benzeno, no entanto, pode ser dissolvida em metanol, etanol, e DMSO com ácido acético, numa concentração entre 1 e 5 mg/mL.